# Ла Лупе
Ла Лупе рођена као Гвадалупе Викторија Јоли Рејмонд (шп. La Lupe; Сантјаго де Куба, 23. децембар 1936 — Бронкс, 29. фебруар 1992) била је кубанска певачица. Позната је по песмама: Puro Teatro (Чисто позориште), Si Vuelves Tu (Ако се окренеш), Que Te Pedi (Питала сам те), Cualquiera (Било која) и La Tirana (Жена тиранин), али и по својим енергичним и дивљим наступима, који су неретко скандализовали јавност и изазивали контроверзе. Сматра се једном од најконтроверзнијих фигура латиноамеричке музике. Често се назива краљицом латино соула.
Започела је каријеру на родној Куби, где је у јеку комунистичке револуције за кратко време успела да постане култна фигура. Након што је емигрирала у Америку, њен специфични наступ и ексцентрично понашање омогућили су јој интернационални успех током шездесетих и седамдесетих. Водила је буран живот, који је један њен пријатељ описао изразом „прави земљотрес”. После неколико личних трагедија окренула се хришћанству, живећи скромно, проповедајући пентекостализам и певајући хришћанске песме. Умрла је у сиромаштву као бескућница 1992.
Током своје каријере певала је различите жанрове од сон монтуна, болера, бугалоа, ранчераса, порториканских плена све до шпанских обрада популарних поп рок песама. Иако је због сарадње са Титом Пуентом веома важно име у сагледавању генезе салсе као музичког жанра, Ла Лупе је данас широј публици првенствено позната по својим болерима. Изводећи их са снажним експресивним и перформативним елементима, њени болери уместо идеализоване љубави певају о илузијама љубави, чија се несталност неретко описује позоришном метафориком. Интересовање нових генерација за Ла Лупино музичко стваралаштво порасло је након што је шпански редитељ Педро Алмодовар искористио њен болеро Puro Teatro за музичку позадину на одјавној шпици филма Жене на ивици нервног слома (1988).

## Биографија

### Успех на Куби
Рођена је као Гвадалупе Викториа Јоли Рејмонд 23. децембра 1936. у сиромашној породици радничког кварта Сан Педрито у граду Сантијагу на Куби. Од малих ногу показаивала је музички таленат угледајући се на кубанску певачицу болера Олгу Гиљот. Завршила је учитељску школу, те је једно кратко време радила као учитељица. Удала се за музичара Елохиа Јојо Рејеса са којим ће основати бенд Тропикуба трио. Група је издала албум Са Ђаволом у телу (Con el Diablo en el cuerpo). Брак је био страствен, али дубоко проблематичан. Њена сестра је касније тврдила да је Јојо физички злостављао Ла Лупе и да је услед удараца два пута побацила. Добили су сина. Група и брак су се убрзо распали.
Након развода почела је да наступа соло у малом ноћном клубу Ла ред. Тамо је у јеку Кубанске револуције изградила свој препознатљив стил. Нападно нашминкана и обучена у хаљине које су једино носиле проститутке, Ла Лупе је приређивала упечатљив наступ током којег се грохотно смејала, плакала, гребла лице, ударала се по грудима, свлачила одећу, псовала, гађала ципелама публику и стењала глумећи оргазам. Овакви енергични наступи привлачили су доста пажње, пре свега хипика и припадника противкултуре који су долазили на Кубу привучени кубанском револуцијом, али и интелектуалаца. Француски филозоф Жан Пол Сартр присуствујући њеном наступу прозвао ју је црном венером и музичком животињом, кубански писац Гиљермо Кабрера Инфанте ју је прозвао феноменом, Пикасо генијем, а Ернест Хемингвеј ствараоцем уметности беса. Међу уметницима привучени њеним наступом били су и Марлон Брандо, Симон де Бовоар и Тенеси Вилијамс. Такође, Ла Лупе је привукла велики број обожаваоца хомосексуалаца који до данас чине велики део њених обожавалаца. Међутим, шира кубанска јавност није благонаклона гледала на Лупине наступе натопљене агресијом и сексом. У новинама су њено певање називали вриштањем а наступе су описивали као скандалозне. Нетрепељивост према наступима кулминирали су утврђивањем комунистичке партије на власти која је у првим деценијама владавине на Куби била сексуално репресивна, прогањајући сваки облик неморалног понашања.

### Интернационални успех
Заједно са многим својим сународницима Ла Лупе је 1962. напустила Кубу и емигрирала у Њујорк, где је наступала у клубу Ла Барака. Ту ју је открио Монго Сантамарија уз чију је помоћ почела да гради каријеру у САД. У клубу Аполо упознла се са Титом Пуентом, краљем латино музике, који ју је позвао да пева у његовом оркестру. Сарадња је била велики комерцијални и критички успех који јој је омогућио да сними 23 албума у следећих 20 година. Пуенте је свирао традиционалне кубанске ритмове, али је управо Ла Лупе прилагодила звук његовог оркестра да звучи енергичније, стварајући ритам који ће се касније утемељити као салса. Проглашена је певачицом године од стране латиноамеричке штампе. Њена слава је расла, напунивши Медисон сквер гарден и Карнеги хол у Њујорку и путујући на турнеји по САД и Јужној Америци. Појавила се у популарним телевизијским емисијама Дик Кавит и Мери Грифит шоу. Њен моћан глас и енергични наступи током којих је вибрала читавим телом, бацајући се по поду и скидајући одећу начинили су је најпознатијом латиноамеричком звездом Њујорка шездесетих. Америчка књижевница Сузан Зонтаг у утицајном есеју Белешке о кемпу дефинисала је њене наступе као пример кемпа. Пошто су њени наступи привлачили доста пажње и било их је немогуће игнорисати, Пуенте се осећао угрожено, те је отпустио кубанску певачицу 1968. наводно због недисциплинованог понашања. Уместо ње упослио је два транвестита да је глуме и изводе њен део. Кубанска певачица му је узвратила у свом стилу опевавши његову издају у песми. Као соло извођач напунила је Карнеги хол 1969.
Међутим, почетком седамдесетих њена слава је почела да бледи, разлози су били многобројни. Пре свега њена издавачка кућа Фаније рекордс, која је у овом периоду брендирала салсу, одлучила је да је игнорише, одлучивши да новац усмери на Силију Круз, нову певачицу Тита Пуента. Њена репутација била је нарушена тиме што је Ла Лупе била једна од ретких познатих латиноамериканаца која није крила да исповеда сантерију, религију контроверзних обреда која се у јавности често доводила у везу са вудуом. Такође, кренули су трачеви да су њени енергични наступи постизани уз помоћ дрога, што ће касније њени пријатељи негирати. Почетком седамдестих покушала је да настави каријеру у Порторику, али је након скандала када се скинула гола током уживо преноса на националној телевизији прекинут уговор. Вративши се у Њујорк Ла Лупе је снимила неколико болера, укључујући и оне по којима је данас најпознатија. Иако је крајем седамдесетих опет снимала албуме са Пуентом, није успела да постигне већи успех.

### Проповедник пентекостализма
Осамдесете су јој донеле много невоља на приватном плану. Њен други муж оболео од шизофреније те је њена финасијска уштеђевина полако почела да се топи услед донирања и плаћања скупих болничких рачуна. 1984 се саплела и повредила кичму. У првим месецима након повреде била је у инвалидским колицима. Иако је проходала, до краја живота корачала је уз помоћ штапа и са боловима. Исте године јој је изгорео стан. Без пара и без дома живела је махом по прихватним центрима за бескућнике, напуштена од стране многобројних пријатеља које је имала у периоду славе. Након разговора са свештеником пентекостализма Ла Лупе прелази из Сантерије у овај облик хришћанства и ускоро постаје њихов проповедник.
Последње године свог живота проводи скромно, ширећи овај облик хришћанства, певајући хришћанске песме и скупљајући добротворне прилоге за цркву. Није показала занимање када је захваљујући Алмодоваровом филму Жене на ивици нервног слома порасло интересовање за њене песме. Умрла је од срчаног удара 29. фебруар 1992 у 55. години живота. Сахрањена је на гробљу Сент Рејмонд у Бронксу.

## Постхумно интересовање
Након смрт обновило се интересовање за њен живот, песме и наступе. Постала је предмет истраживања у различитим академским студијама хуманистике попут студија културе, квир теорије, феминистичке критике, студија рода и перформативних истраживања. Снимљено је неколико документараца и независтан филм о њеном животу. Такође је играно неколико представа и неколико модерних балета инспирисаних њеним животом и наступима.
Ла Лупе има велику популарност међу ЛГБТ популацијом и из овог разлога често је називају латиноамеричком Џуди Гарланд. Драг квинови је често имитирају и приређузју омаже њене музике. Међу познатијим драг квиновима који су своју инспирацију нашли у Ла Лупе су Ел Лупо и Ел Хихихо, а од данашњих Нина Фловерс.
Улица у Бронксу носи име по њој. Ла Лупе се као споредни књижевни лик појављује у кубанском роману Острво вечних љубави Даине Ћавијано